# Georg 2. af Hessen-Darmstadt
Georg 2. (17. marts 1605 – 11. juni 1661) var landgreve af Hessen-Darmstadt fra 1626 til sin død i 1661. 
Han var søn af Landgreve Ludvig 5. af Hessen-Darmstadt og Magdalene af Brandenburg.